# Bath och Wells stift
Bath och Wells stift, engelska: Diocese of Bath and Wells, är ett anglikanskt stift under Canterbury kyrkoprovins i Engelska kyrkan, med säte i katedralen i Wells. Stiftet täcker grevskapet Somerset och en mindre del av Dorset.
Sedan juni 2022 är Michael Beasley stiftets biskop. Suffraganbiskop är sedan oktober 2015 Ruth Worsley, med titeln biskop av Taunton. Sedan november 2023 är Worsley även tillförordnad biskop av Coventry.

## Historia

### Stiftets ursprung
Före år 909 tillhörde Somerset Sherbornes dåvarande stift. Vid denna tid utnämndes Athelm, sedermera ärkebiskop av Canterbury, till den förste biskopen av Wells, med Wells kyrka som katedral. Kanikerna i Wells konkurrerade med munkarna i Glastonbury och Bath om den religiösa överhögheten i området, och kunde endast med svårighet behålla sin status; stiftets dåliga ekonomi tvingade kanikerna att tigga om sitt upphälle. Först under biskop Gisa, utnämnd 1060, kunde stiftet säkra sina inkomster genom jorddonationer från kungarna Edvard Bekännaren, Harald Godwinson och Vilhelm Erövraren, så att domkapitlet kunde uppföra byggnader för kanikerna.

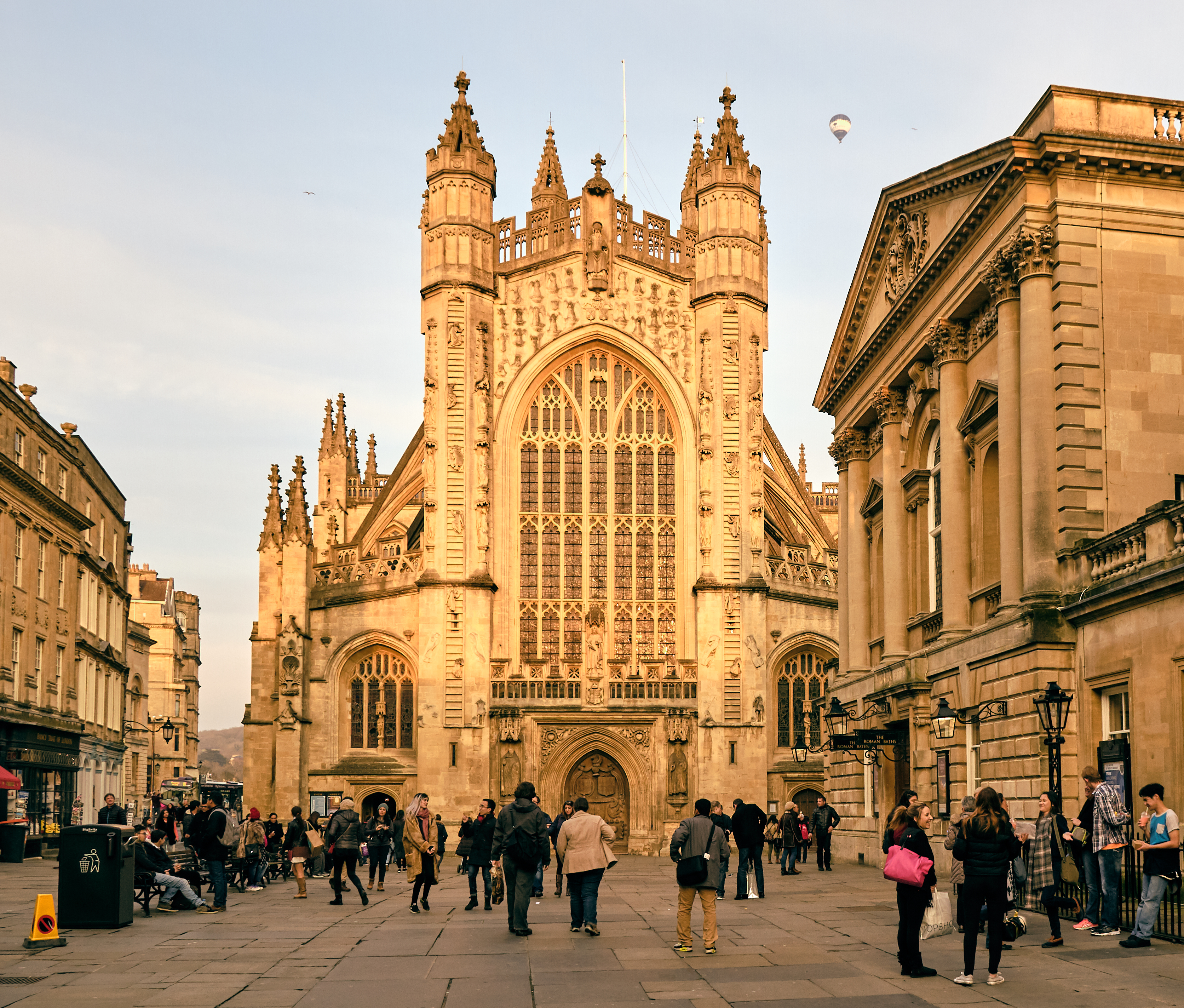
Bath Abbey, tidigare katedral i stiftet.

Biskop Gisas efterträdare, John de Villula (1088–1122), flyttade biskopssätet till Bath år 1090, med S:t Petrus och Paulus klosterkyrka som katedral, så att den gamla domkyrkan i Wells förlorade sin status. Robert av Lewes, utnämnd 1136, återgav Wells sin status genom en kompromiss; katedralen i Wells byggdes om, samtidigt som Bath och Wells delade biskopssätet mellan sig, dock med Bath som först i rang, och biskoparna titulerades fortfarande biskopar av Wells.
Reginald Fitz Jocelin, biskop 1174–1191, hämtade helgonet Hugo av Lincoln till England och hans efterträdare, Savaric FitzGeldewin (1192–1205), annekterade Glastonbury Abbey till stiftet 1197. Han flyttade sitt säte till Glastonbury, med påven Celestinus III godkännande, och stiftet blev från denna tid känt som Glastonburys stift. Munkarna i Glastonbury erkände dock inte Savaric och titeln biskop av Bath och Glastonbury användes därför i praktiken fram tills Jocelin av Wells, själv från Wells, avsade sig anspråket på Glastonbury 1219. Han kom därefter att använda titeln biskop av Bath. Även om Wells aldrig ingick i hans titel, var han den av stiftets biskopar som gjorde mest för att främja staden Wells utveckling; katedralen restaurerades och byggdes till med dess karakteristiska västfasad. Han utökade även antalet kaniker i Wells från 35 till 50 och grundade en skola i staden. 
Efter Jocelin av Wells död 1242 valde munkarna i Bath en av sina egna, Roger, som efterföljare, utan att rådfråga kapitlet i Wells. Hans utnämning bekräftades av både kung Henrik III av England och påven Innocentius IV. Kapitlet i Wells överklagade beslutet till påven, med följden att påven den 3 januari 1245 avgjorde striden till Rogers fördel, med villkoret att stiftet framgent skulle kallas Bath och Wells stift.

### Bath och Wells stift under medeltiden
Det egentliga Bath och Wells stift (latin: Badoniensis et Wellensis) bildades därför 1245. Stiftet omfattade de tre arkidiakonaten Bath, Wells och Taunton. Biskop William av Bitton, biskop 1267–1274, var känd för sin gudfruktighet, och hans grav i Wells blev ett mål för pilgrimer. Wells katedral fullbordades huvudsakligen under Ralph av Shrewsbury (biskop 1329–1363). Thomas Beckington (biskop 1443–1465) var också en stor gynnare av staden.
Oliver King (1495–1503) lät bygga om Bath Abbey i senare perpendikulärstil. Arbetena påbörjades 1499 och avslutades 1530 under John Clerk. Klosterkyrkan var den sista klosterbyggnaden att färdigställas före den begynnande reformationen. Han efterträddes av Adriano Castellesi (1504–1518) som styrde stiftet i sin frånvaro med hjälp av historikern Polidoro Virgili som administrator. Castellesis efterträdare, Thomas Wolsey (biskop 1518–1523), var också frånvarande, då han samtidigt var ärkebiskop av York.

### Reformationen
Klostret vid Bath Abbey upplöstes 1538 av kung Henrik VIII av England under den engelska reformationen. Från denna tid hade biskoparna inom Engelska kyrkan enbart sitt säte i Wells katedral, men behöll den traditionella titeln biskop av Bath och Wells. William Barlow utnämndes till biskop 1548. Han flydde 1553 vid drottning Marias trontillträde, och efterträddes av den romerske katoliken Gilbert Bourne (1554–1559). Bourne avsattes och fängslades i Towern av drottning Elisabet I, och avled i Towern 1569.

### Bath och Wells stift idag
Stiftet har förutom sin katedral även sina administrativa lokaler, biskoparnas residens och arbetsplatser i Wells, men fortfarande används enbart namnet Bath och Wells stift.

### Källhänvisningar
1. ↑  ”Seven years of serving Bath and Wells” (på engelska). Diocese of Bath and Wells. 14 maj 2021. https://www.bathandwells.org.uk/news/seven-years-of-serving-bath-wells.php. Läst 26 juli 2021.
2. ↑  ”Bishop Peter announces retirement” (på engelska). Diocese of Bath and Wells. 29 mars 2021. https://www.bathandwells.org.uk/news/bishop-peter-announces-retirement.php. Läst 26 juli 2021.
3. ↑  Bath and Wells Diocese. ”Ruth Worsley - Bath and Wells Diocese” (på engelska). www.bathandwells.org.uk. Diocese of Bath and Wells. https://www.bathandwells.org.uk/ruth-worsley.php. Läst 17 juni 2024.
4. ↑  ”Bishop of Coventry - Diocese of Coventry” (på engelska). www.coventry.anglican.org. Diocese of Coventry. https://www.coventry.anglican.org/about/bishop-of-coventry/. Läst 17 juni 2024.